# Guangši
Guangši [kwàŋ.ɕí] () 广西; pinjin Kwanghsi; kitajsko: 广西; džuansko Gvangjsih), uradno Avtonomna pokrajina Guangši-Džuang  (ARGD), je avtonomna pokrajina na jugu LR Kitajske. Meji na Vietnam (Tujên Quang, Cao Bằng, Lạng Sơn in Quảng Ninh) in Tonkinški zaliv. Guangšiju se je status iz province v avtonomno pokrajino spremenil leta 1958. Njegovo glavno mesto je Naning.
Lokacija Guangšija, na gorskem terenu na skrajnem jugu Kitajske, je v veliki večini kitajske zgodovine postavljala na mejo kitajske civilizacije. Sedanje ime Guang pomeni 'prostranstvo' in je povezano z pokrajino od ustanovitve prefekture Guang leta 226 n. št. V času dinastije Juan je pokrajina dobila provinčni status, vendar je celo v 20. stoletju veljala za odprto, divje ozemlje. Kratica pokrajine je "桂" (pinjin: Guì; džuansko Gvei), ki izvira iz imena mesta Guilin, prestolnice Guangšija tako v času dinastije Ming kot v času dinastije Čing.
Guangši vsebuje največ prebivalcev kitajskih etničnih manjšin, zlasti ljudstva Džuang, ki predstavlja 32 % vsega prebivalstva. Poleg kitajske mandarinščine se govorijo različni regionalni jeziki in narečja, kot so pinghua, džuang, kantonščina, hakka in min.

## Ime
Guǎng (poenostavljeno kitajsko: 广; tradicionalno kitajsko: 廣) pomeni »prostranstvo« ali »obsežen« in je z regijo povezan že od ustanovitve prefekture Guang leta 226 n. št. Guangši in sosednji Guangdong dobesedno pomenita »prostranstvo zahod« in »prostranstvo vzhod«. Guangši in Guangdong se skupaj imenujeta Liangguang (Liangkvang; tradicionalno kitajsko: 兩廣; poenostavljeno kitajsko: 两广; pinjin: liǎng guǎng; Cantonese Yale: léuhng gwóng; dob.: 'Dve prostranstvi', vietnamsko Lưỡng Quảng). Med dinastijo Song sta bila oba Guanga formalno ločena kot Guǎngnán Xīlù (廣南西路; 广南西路; 'obsežna jugozahodna regija') in Guǎngnán Dōnglù (廣南東路; 广南东路; 'obsežna jugovzhodna regija'), ki je postalo okrajšano kot Guǎngšī Lù (廣西路; 广西路) and Guǎngdōng Lù (廣東路; 广东路).
Guangši je bilo prej črkovano kot Kvangsi v poštni in Wade-Gilesovi romanizaciji. Črkovanje province je bilo leta 1958 nadomeščeno s črkovanjem Guangši v pinjinu in se po letu 1986 pogosto uporablja v mednarodni uporabi. Uradno ime je bilo v številnih zahodnih publikacijah zunaj Kitajske, objavljenih v 1950-ih do 1970-ih, znano tudi kot avtonomna regija Kvangsi Čuang.

## Zgodovina
Regija, ki jo je prvotno naseljevala mešanica plemenskih skupin, znanih Kitajcem kot Baijue ("Sto Jue", vietnamsko Bách Việt), je prvič postala del Kitajske v času dinastije Čin. Leta 214 pr. n. št. je kitajski general DŽao Tuo (vietnamsko Triệu Đà) pred cesarjevo smrtjo zahteval večino južne Kitajske za Čin Ši Huanga. Nastala državljanska vojna je Džaou omogočila, da je v Panjuju ustanovil ločeno kraljestvo, znano kot Nanjue ('Južni Jue'). Južni Jue, ki je bil podrejen in neodvisen od nadzora dinastije Han, je v okviru svoje politike »Usklajevanja in zbiranja stotih Juejev« (和集百越) širil kolonizacijo in sinifikacijo vse do svojega propada leta 111 pr. n. št. med širitvijo dinastije Han proti jugu.
Ime Guangši izvira iz 'obsežne' ali 'široke' province (廣州) vzhodnega Vuja, ki je v obdobju Treh kraljestev nadzorovala jugovzhodno Kitajsko. Komandant Guilin je ustanovil eno od svojih poveljstev.
Pod dinastijo Tang so se Zhuangi preselili v podporo Piluogejevemu kraljestvu Nandžao v Junanu, ki je leta 751 in 754 uspešno odbilo cesarske vojske. Guangši je bil nato razdeljen na območje pod vplivom Džuangov zahodno od Naninga in območje pod vplivom Hanov vzhodno od Naninga.
Po propadu Južnega Džaoja je Liu Jan ustanovil Južni Han (Nanhan) v Šingvangfuju (današnji Guangdong). Čeprav je ta država pridobila minimalen nadzor nad Guangšijem, jo je pestila nestabilnost in jo je leta 971 priključila dinastija Song. Samo ime Guangši lahko izsledimo do dinastije Song, ki je območje upravljala kot okrožje Guangnanši ('Zahodno-južno prostranstvo'). Vodja Džuangov Nong Džigao, ki so ga nadlegovali tako Song kot Džjaodži v sodobnem Vietnamu, je leta 1052 vodil upor, po katerem se ga ljudstvo DŽuang še vedno spominja. Njegovo neodvisno kraljestvo pa je bilo kratkotrajno in tetovirani general dinastije Song, Di Čing, je Guangši vrnil Kitajski.
Dinastija Juan je vzpostavila nadzor nad Junanom med osvojitvijo kraljestva Dali leta 1253 in odpravila Južni Song po bitki pri Jamenu leta 1279. Namesto da bi vladali Lingnanu kot podložnemu ozemlju ali vojaškemu okrožju, so Mongoli nato ustanovili Guangši ('Zahodna prostranstva') kot pravo provinco. Kljub temu je bilo območje še naprej neukrotljivo, zaradi česar je dinastija Ming uporabljala različne lokalne skupine druga proti drugi. V bitki pri Veliki soteski Rattan med dinastijama Džuang in Jao leta 1465 je bilo zabeleženih 20.000 smrtnih žrtev.
Med dinastijama Ming in Čing je delom Guangšija vladal močan klan Cen (岑). Cen so bili pripadniki etnične skupine Džuang in so jih kitajski cesarji priznavali kot tusije ali lokalne vladarje.
Dinastija Čing je regijo pustila pri miru vse do uvedbe neposredne vladavine leta 1726, vendar je bilo 19. stoletje polno nenehnih nemirov. Uporu Jao leta 1831 je sledil upor Džintian, začetek upora Taipingov januarja 1851, in upor Da Čeng aprila 1854. Usmrtitev svetega Augusta Chapdelaina s strani lokalnih uradnikov v Guangšiju je leta 1858 sprožila drugo opijsko vojno in legalizacijo tujega vmešavanja v notranjost. Čeprav Louis Brière de l'Isle ni mogel vdreti v njihovo skladišče v Longdžovu, je vojska Guangšija leta 1884 doživela veliko bojnih spopadov v kitajsko-francoski vojni. Čeprav je bila v Vietnamu večinoma neučinkovita, je bila 23. marca 1885 v bitki pri prelazu Dženan (danes prelaz Prijateljstva) še vedno sposobna odbiti Francoze s Kitajske.
Po vstaji Vučang se je Guangši 6. novembra 1911 odcepil od cesarstva Čing. Guverner dinastije Čing, Šen Bingdan, je sprva ostal na svojem mestu, a ga je nato odstavil upor pod poveljstvom generala Lu Rongtinga. Lujeva klika iz starega Guangšija je zavzela tudi Hunan in Guangdong ter pomagala voditi vojno za nacionalno zaščito proti poskusu Juan Šikaija, da bi ponovno vzpostavil cesarsko vlado. Džuangova zvestoba je njegovo samoupravno vojsko naredila povezano, vendar se je obotavljala premakniti daleč preko svojih provinc. Kasnejši spori s Sun Jat-senom so privedli do poraza v vojni med Guangdongom in Guangšijem v letih 1920 in 1921. Po kratki okupaciji s strani kantonskih sil Čen Džjongminga je Guangši za nekaj let zapadel v neenotnost in hudo razbojništvo, dokler Li Zongrenova Guangšijeva pacifiška armada ni ustanovila klike Novi Guangši, v kateri so prevladovali Li, Huang Šaohong in Bai Čongši.
Uspešna akcija v Hunanu proti Vu Peifuju je privedla do tega, da je Džuang GPA postala znana kot Leteča armada in Jeklena armada. Po smrti Sun Jat-sena je Li odbil tudi upor Tang DŽijaoja in se pridružil Severni odpravi, s katero je vzpostavil nadzor nad drugimi vojskovodji Republike Kitajske. Njegova enota Kuomintanga je bila ena redkih, ki ni bila pod resnim vplivom Kitajske komunistične partije, zato jo je Čjang Kajšek zaposlil za pokol v Šanghaju leta 1927. V Ljudski republiki Kitajski je Guangši znan tudi po vstaji Baise, neuspešnem uporu KPK, ki sta ga leta 1929 vodila Čen Džaoli in Deng Šjaoping.
Leta 1937 je bil ustanovljen Ženski bataljon Guangši kot odgovor na poziv Soong Mei-ling ženskam, naj podprejo kitajsko-japonsko vojno. Poročila o velikosti bataljona se gibljejo od 130 študentov, do 500, do 800.
Ker leži na skrajnem jugu, Guangši med kitajsko državljansko vojno ni padel, ampak se je decembra 1949, dva meseca po ustanovitvi, pridružil Ljudski republiki.
Leta 1952 je bil Guangšiju dan majhen del obale Guangdonga (Čindžov, Liandžov (danes okrožje Hepu), Fangčenggang in Beihai), s čimer je dobil dostop do morja. To je bilo leta 1955 razveljavljeno in nato leta 1965 obnovljeno. Zaradi tega je Guangši postal edina avtonomna regija, ki nima izhoda na morje.
Pokol v Guangšiju med kulturno revolucijo je v letih 1967 in 1968 v regiji zAHTEVAL od 100.000 do 150.000 ljudi.
Čeprav se je v 1960-ih in 1970-ih nekoliko razvila težka industrija, je regija ostala večinoma slikovita turistična destinacija. Celo gospodarska rast v 1990-ih je Guangši pustila za seboj. Vendar pa je v zadnjih letih prišlo do vse večje industrializacije in vse večje osredotočenosti na tržne pridelke. BDP na prebivalca se je povečal, saj so industrije v Guangdongu preselile proizvodnjo na območja z relativno nižjimi plačami v Guangšiju.
Med kitajsko-vietnamsko vojno leta 1979 so bile skupnosti v Guangxiju pomembne za kitajska vojna prizadevanja.(str.101) Zagotavljale so logistično podporo Ljudski osvobodilni vojski, vključno s hrano in stanovanji. Pripadniki milice iz Guangšija so opravljali naloge, kot so gradnja cest, mostov, jarkov, druga logistična prizadevanja in skrb za ranjence.

## Geografija
Guangši, ki je v južnem delu države, meji na Junan na zahodu, Guidžov na severu, Hunan na severovzhodu in Guangdong na vzhodu in jugovzhodu. Na jugozahodu meji tudi na Vietnam, na jugu pa na Tonkinški zaliv. Bližina Guangdonga se odraža že v njegovem imenu, saj se v obeh imenih uporablja beseda Guang (poenostavljeno kitajsko: 广; tradicionalno kitajsko: 廣; pinjin: Guǎng).
Veliki deli Guangšija so hriboviti in gorati. Severozahodni del vključuje del planote Junan-Guidžov, gorovja Džiuvan in Fenghuang potekajo skozi sever, gorovje Nanling tvori severovzhodno mejo regije, gorovja Juečeng in Haijang pa se odcepita od gorovja Nanling. Na severu so tudi gorovja Dujao. Gorovje Dujang poteka skozi zahodni del Guangšija. Blizu središča regije sta gorovji Da Yao in Da Ming. Na jugovzhodni meji so gorovja Junkai. Najvišja točka Guangšija je gora Kitten v gorovju Juečeng, visoka 2141 metrov.
Kraške oblike, za katere so značilne strme gore in velike jame, so pogoste v Guangšiju in predstavljajo 37,8 odstotka celotne površine.
V Guangšiju je tudi več rečnih sistemov, ki se izlivajo v več različnih vodnih teles: reki Čin in Nanliu se izlivata v Tonkinški zaliv, več pritokov se izliva v večjo reko Šjang v sosednji provinci Hunan, rečni sistem Ši pa teče proti jugovzhodu skozi avtonomno regijo v Južnokitajsko morje.
Ob meji z Vietnamom je slap Ban Gioc Duc Thien– Banyue Detian (pinjin: Dé Tiān Pùbù), ki ločuje obe državi.
Približno četrtina površine Guangšija je gozdnata.
Med večja mesta v Guangšiju spadajo Naning, Liudžov, Guilin in Beihai. Med pomembnejša mesta spadajo Longmen, Sandžjang in Jangšuo. 
Rečni sistem Ši zagotavlja vodne poti, ki so povezane z delto Biserne reke. Pomembna morska pristanišča vzdolž kratke obale Guangšija v Tonkinškem zalivu so Beihai, Čindžov in Fangčengang. Prekop Pinglu je bil zgrajen za povezavo rečnega sistema Ši in obalnega Guangšija.

### Podnebje
Guangši ima subtropsko podnebje. Poletja so običajno dolga, vroča in vlažna, trajajo od aprila do oktobra. Zime so mile, sneg pa redek.[19] Povprečna letna temperatura v avtonomni regiji se giblje od 17,5 °C do 23,5 °C, januarske temperature se običajno gibljejo od 4 °C do 16 °C, julijske pa od 27 °C do 32 °C.
Zaradi pogostih monsunskih vetrov, ki prinašajo dež, je povprečna letna količina padavin v Guangšiju precej visoka, od 1080 milimetrov v sušnejših območjih do 1730 milimetrov v bolj vlažnih območjih. Regija doživlja tudi monsune, ki pihajo iz juga proti jugozahodu od konca aprila do začetka oktobra. Večina padavin se pojavi med majem in avgustom. Mikro suša se lahko občasno pojavijo tudi na skrajnem jugu regije, od julija do septembra. To povzročajo tajfuni, ki pihajo iz Južnokitajskega morja.
- Li (reka), Guangši
- Riževe terase Longšeng
- Reka Julong
- Slap Ban Gioc Duc Thien– Banyue Detian

## Demografija

### Etnične skupine
Kitajci Han so največja etnična skupina v Guangšiju. Kitajci Han večinoma živijo vzdolž južne obale in vzhodnih delov avtonomne regije. Med njimi so glavne podskupine tiste, ki govorijo jezik Jue in jugozahodno mandarinščino. V južnih oziroma vzhodnih regijah se govorita jezik Čindžov in Goulou Jue. V Naningu in Guilinu se govori jezik Pinghua. V okrožjih Lučuan in Bobai ter na nekaterih območjih, ki mejijo na Vietnam, so regije, kjer govorijo jezik Hakka.
V Guangšiju živi več kot 16 milijonov Džuangov, največja manjšinska etnična skupina na Kitajskem. Več kot 90 odstotkov Džuangov na Kitajskem živi v Guangšiju, zlasti v osrednjih in zahodnih regijah. Visoke koncentracije  najdemo v Naningu, Liudžovuu, Čongzuu, Baiseju, Hečiju in Laibinu. Najvišja koncentracija etničnih ljudstev Džuang je v mestu Džingši na ravni okrožja, publikacija Ljudske vlade Guangšija iz leta 2021 pa navaja, da je prebivalstvo Džingšija 99,7 % Džuangov.
Avtonomna regija ima tudi precejšnje število avtohtonih ljudstev Jao, Miao, Kam, Mulam, Maonan, Hui, Boujei, Gin, Ji, Sui in Gelao. Druge etnične manjšine v Guangšiju so ljudstva Mandžurci, Mongoli, Korejci, Tibetanci, Hlai in Tujia.
| Etnična pripadnost                  | Kitajci Han | Džuang     | Jao       | Miao    | Kam     | Mulao   | Maonan | Hui    | Boujei | Gin    | Drugi   |
| ----------------------------------- | ----------- | ---------- | --------- | ------- | ------- | ------- | ------ | ------ | ------ | ------ | ------- |
| Štev. Prebivalcev                   | 31.318.824  | 15.721.956 | 1.683.038 | 578.122 | 362.580 | 180.185 | 73.199 | 35.347 | 31.303 | 29.326 | 112.924 |
| Odstotek (%)                        | 62,48       | 31,36      | 3,36      | 1,15    | 0,72    | 0,36    | 0,15   | 0,07   | 0,06   | 0,06   | 0,23    |
| Delež manjšinskega prebivalstva (%) | －          | 83,59      | 8,95      | 3,07    | 1,93    | 0,96    | 0,39   | 0,19   | 0,17   | 0,16   | 0,60    |

### Religija
Prevladujoče religije v Guangšiju med Kitajci Han so kitajske ljudske religije, taoistične tradicije in kitajski budizem. Veliko prebivalstvo Džuangov večinoma prakticira ljudsko religijo Džuangov, ki je osredotočena na čaščenje njihovega boga prednikov Buluotuo (布洛陀). Glede na ankete, opravljene v letih 2007 in 2009, 40,48 % prebivalstva verjame in je vključeno v čaščenje prednikov, medtem ko se 0,26 % prebivalstva identificira kot kristjani.
Poročila niso navedla podatkov o drugih vrstah religije; 59,26 % prebivalstva je lahko nereligioznih ali vključenih v čaščenje naravnih božanstev, budizem, konfucianstvo, taoizem, ljudske verske sekte. Jao, še ena številna etnična skupina, ki naseljuje provinco, večinoma prakticira obliko avtohtonega in konservativnega taoizma.
Danes je v Guangšiju 21 mošej. Med n jimi so:
- Mošeja Naning
- Mošeja Guilin Čongšan
- Starodavna mošeja Guilin
- Mošeja Liudžov
- Mošeja Baise

## Gospodarstvo
Pomembni pridelki v Guangšiju so riž, koruza in sladki krompir. Med tržne pridelke spadajo sladkorni trs, arašidi, tobak in konopljev oslez (kenaf).
85 % svetovnega zvezdastega janeža pridelujejo v Guangšiju. Je glavna sestavina protivirusnega zdravila Oseltamivir.
Guangši je eno ključnih kitajskih proizvodnih središč za barvne kovine. Regija ima približno 1/3 vseh nahajališč kositra in mangana na Kitajskem.
Liudžov je glavno industrijsko središče in pomemben center za proizvodnjo motornih vozil. General Motors ima tukaj proizvodno bazo v skupnem podjetju SAIC-GM-Wuling Automobile. Mesto ima tudi veliko jeklarsko tovarno in več sorodnih industrij. Lokalna vlada Guangšija upa, da bo razširila proizvodni sektor v regiji, in je med pripravo kitajskega petletnega načrta leta 2011 namenila 2,6 bilijona RMB za naložbe v ekonomsko cono Beibu Gulf.
V zadnjih letih je gospodarstvo Guangšija zaostajalo za gospodarstvom svojega bogatega soseda in dvojčka Guangdonga. Nominalni BDP Guangšija v letu 2017 je znašal približno 2039,63 milijarde juanov (302,09 milijarde ameriških dolarjev) in se je uvrstil na 17. mesto na Kitajskem. Njegov BDP na prebivalca je znašal 38.102 juana (5.770 ameriških dolarjev).
Zaradi pomanjkanja večje predelovalne industrije v primerjavi z drugimi regijami na ravni provinc je Guangši četrta energetsko najbolj učinkovita regija na ravni provinc na Kitajskem, kar še dodatno prispeva k njeni zeleni podobi.
Guangši ima kot edina obalna regija na Kitajskem v neposredni bližini jugovzhodne Azije strateški položaj v kitajski trgovini z Združenjem držav jugovzhodne Azije (ASEAN).

## Kultura
Guangši in sosednji Guangdong dobesedno pomenita 'zahodna prostranstva' in 'vzhodna prostranstva'. Guangdong in Guangši se skupaj imenujeta 'Dve prostranstvi' (poenostavljeno kitajsko: 两广; tradicionalno kitajsko: 兩廣; pinjin: Liǎngguǎng).
V tem se odražata njegova kultura in jezik. Čeprav je zdaj povezan z etnično manjšino Džuang, je bila kultura Guangšija tradicionalno tesno povezana s kantonščino. Kantonska kultura in jezik sta sledila dolini reke Ši iz Guangdonga in sta še danes prevladujoča v vzhodni polovici Guangšija. Zunaj tega območja je zastopana ogromna raznolikost etničnih skupin in jezikov.
Guangši je znan po svoji etnično-jezikovni raznolikosti. V glavnem mestu Naning se na primer lokalno govorijo tri različice kitajščine: jugozahodna mandarinščina, jue (natančneje kantonščina) in pinghua, poleg različnih jezikov Džuang in drugih.

## Turizem
Glavna turistična atrakcija Guangšija je Guilin, mesto, ki je znano po vsej Kitajski in svetu zaradi svoje spektakularne lege ob Li Jiang (Li (reka)) med kraškimi vrhovi. Nekoč je bilo tudi glavno mesto Guangšija, mesto knežje palače Džingdžjang, stara rezidenca knezov, pa je odprta za javnost. Južno od Guilina, ob reki, je mesto Jangšuo, ki je postalo priljubljena destinacija za tuje turiste.
Raznolikost vidnih kultur v Guangšiju, kot sta Džuang in Dong, je prav tako privlačna za turiste. Severni del regije, ki meji na Guidžov, je dom riževih teras Longšeng, ki so ene najstrmejših na svetu. V bližini je avtonomno okrožje Sandžjang Dong.
Številni kitajski turisti, ki obiščejo Naning, obiščejo tudi Slap Ban Gioc Duc Thien– Banyue Detian na kitajsko-vietnamski meji.